# Julianus
Julianus är ett mansnamn med latinskt ursprung; en avledning av namnet Julius. Egentligen betyder det "kommer från Gens Julia"; i det gamla Rom var det vanligt att adelsmän, som inte hade några egna barn, adopterade söner från andra adelsfamiljer, där man kanske hade för många barn som skulle dela på arvet. Om en ung man från Gens Julia adopterades in i en annan släkt bytte han namn och tog sin adoptivfamiljs namn - men ofta la han till Julianus, som en påminnelse om den släkt som han var född i.
Numera känner vi bäst till namnet i den kortare formen Julian.
Namnsdag: Före 1901 fanns namnet den 9 januari, till minne av en romersk martyr från slutet av 200-talet (död år 302).
Antal svenska personer där något av förnamnen är Julianus: 4 st år 2003. Ingen har det som tilltalsnamn.

## Personer med namnet
- Didius Julianus 133–193, romersk kejsare
- Julianus Apostata (331/332–363),  romersk kejsare
- Julianus Hospitator (700-talet e.Kr.), katolskt helgon
- Julianus av Le Mans